# Mobs
Et mob, en forkortelse for mobile eller mobile object, er en computerstyret non-player karakter (NPC) i et videospil såsom en MMORPG  eller MUD. Afhængigt af konteksten kan enhver sådan karakter i et spil anses for at være et "mob", eller brugen af udtrykket kan være begrænset til fjendtlige NPC'er og/eller NPC'er sårbare at angribe.
I de fleste moderne grafiske spil kan "mob" bruges til specifikt at henvise til generiske monstrøse NPC'er, som spilleren forventes at jage og dræbe, undtagen NPC'er, der går i dialog, sælger genstande eller NPC'er, som ikke kan angribes.  "Navngivne pøber" udmærker sig ved at have et egennavn i stedet for at blive refereret til med en generel type ("en nisse", "en borger" osv.).  De fleste mobs er dem, der ikke er i stand til at udføre nogen kompleks adfærd ud over generisk programmering med at angribe eller flytte rundt.

## Adfærdsfænomener
- Crowd
- Smart mob , en midlertidig selvstrukturerende social organisation, koordineret gennem telekommunikation

## Kriminalitet og retshåndhævelse
- Amerikansk mafia , også kendt som pøbelen
- Irish Mob , et amerikansk kriminelt syndikat
- En pøbel i organiseret kriminalitet
- MOB, Medlem af Bloods , et medlem af Bloods-gadebanden
- En gruppe vagthavende

- Andre kriminelle organisationer, der nogle gange omtales som en "pøbel", omfatter:
  - jødisk pøbel
  - polsk pøbel
  - japansk pøbel
  - russisk pøbel
  - græsk pøbel (disambiguation)
  - Sort Mafia eller Muslim Mob
  - State Line Mob
  - Armensk pøbel
  - Albansk mafia eller albansk pøbel
  - Serbisk mafia eller serbisk pøbel
  - Rumænsk mafia eller rumænsk pøbel
  - Bulgarsk mafia eller bulgarsk pøbel

## Andre anvendelser
- Mob, en familiegruppe, klangruppe eller en bredere aboriginsk samfundsgruppe på australsk aboriginalengelsk
- Mob, kollektivt navneord for en gruppe makropoder
- Mob (slamballhold) , et SlamBall-hold baseret i Chicago
- Mob (videospil) , en betegnelse for ikke-spillerfigurer
- Shigeo Kageyama , med tilnavnet "Mob", hovedperson i manga- og anime-serien Mob Psycho 100
- Mob som i et hold på 100 deltagere, der spiller mod en enkelt deltager i et spilshow Eén tegen 100 (også kendt som 1 vs. 100 )

## Som en forkortelse

### Transport
- Mand over bord , en person, der er faldet af en båd eller et skib og har brug for redning
- Montreux-Oberland Bernois , schweizisk smalsporet jernbane (1000 mm)
- Motos Operacionais de Bombeiros , motorcykler brugt som ambulancer i Brasilien

### Andre
- Magyar Olimpiai Bizottság , Ungarns nationale olympiske komité
- Main Operating Base , en oversøisk, permanent bemandet, godt beskyttet militærbase
- Marching Owl Band , Rice University "marching band"
- Mobil offshorebase , et koncept til støtte for militære operationer, hvor konventionelle landbaser ikke er tilgængelige
- MobileCoin , en kryptovaluta
- Mob (gaming) , et monster eller ikke-spillerfigur i et computerspil, en forkortelse for "mobil"
- Bevægelig objektblok , brugt i computergrafik
- MOB: The Album , et album fra 2008 af ByrdGang
- MOB (Project Pat album) , 2017
- "MOB", en sang af Tupac Shakur fra 2001-albummet Until the End of Time